# Cobra (kunst)

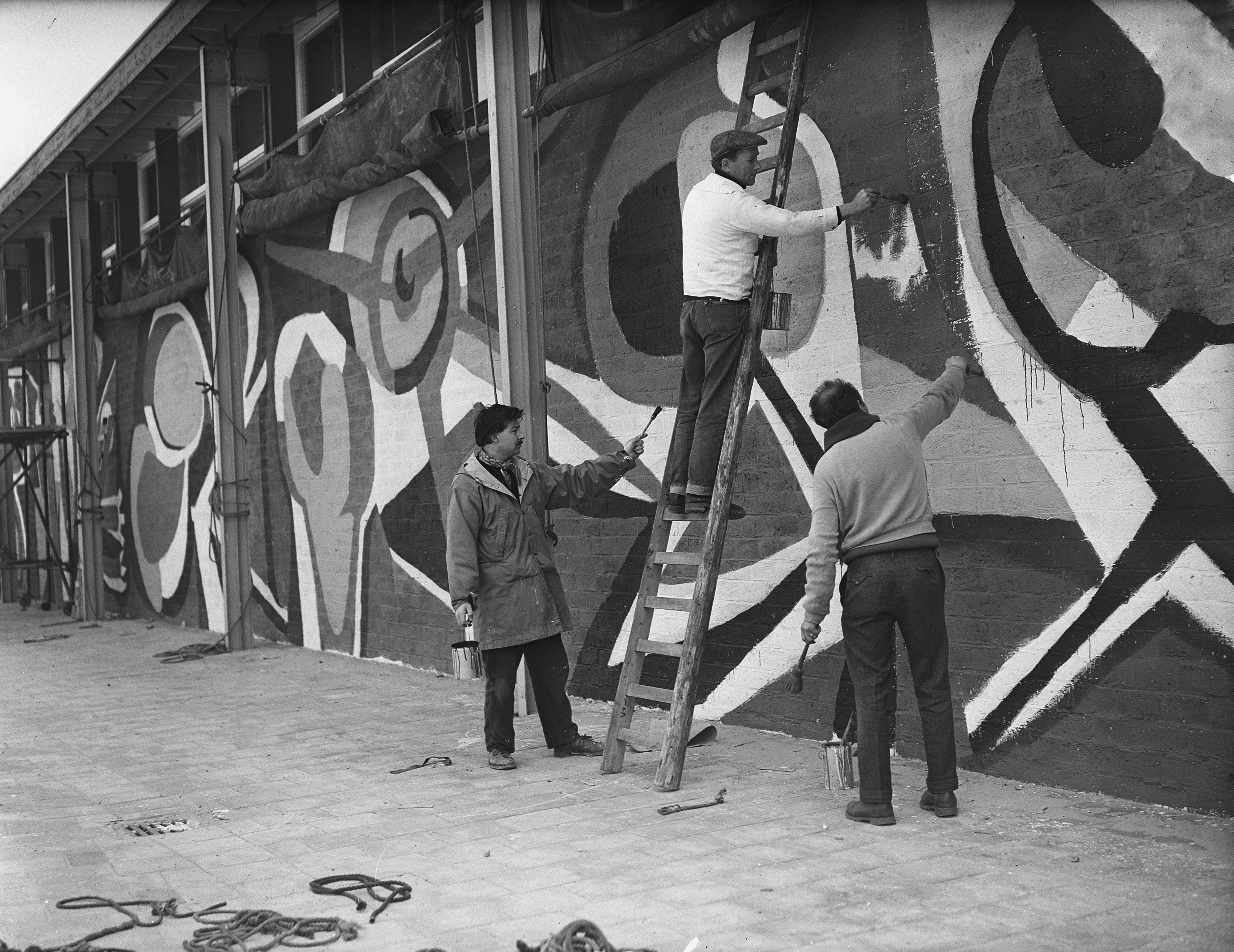
Cobra-lid Karel Appel brengt in Rotterdam een muurschildering aan voor de Manifestatie E55

De Cobra-groep was van 1948 tot 1951 een avant-gardebeweging van kunstenaars uit Denemarken, België en Nederland. De beweging werd op 8 november 1948 opgericht in het Café Notre-Dame in Parijs. De naam CoBrA is een acroniem van de hoofdsteden waar de oprichtende leden vandaan komen: Copenhague, Bruxelles en Amsterdam. Dit in het Frans, want dat was de voertaal van de beweging. Het was de belangrijkste internationale avant-gardebeweging in de kunst van Europa direct na de Tweede Wereldoorlog.
Een aantal van haar schilderende leden, zoals de Belg Pierre Alechinsky, de Denen Asger Jorn en Carl-Henning Pedersen, de Zweed Uno Vallman en de Nederlanders Karel Appel, Constant en Corneille verwierven grote internationale bekendheid. De werkwijze en de maatschappelijke ideeën van deze groep zouden zich na 1951 verder ontwikkelen en een lange nawerking hebben in vele Europese landen.

## Ledenlijst van weleer
- Constant Nieuwenhuijs (1920-2005)
- Karel Appel (1921–2006)
- Pierre Alechinsky (1927)
- Else Alfelt (1910–1974)
- Jean-Michel Atlan (1913–1960)
- Ejler Bille (1910–2004)
- Pol Bury (1922–2005)
- Jacques Calonne (1930-2022)
- Hugo Claus (1929–2008)
- Corneille (1922–2010)
- Jacques Doucet (1924–1994)
- Lotti van der Gaag (1923–1999)
- William Gear (1915–1997)
- Stephen Gilbert (1910–2007)
- Svavar Guðnason (1909–1988)
- Henry Heerup (1907–1993)
- Edouard Jaguer (1924–2006)
- Asger Jorn (1914–1973)
- Aart Kemink (1914–2006)
- Lucebert (1924–1994)
- Ernest Mancoba (1904–2002)
- Sonja Ferlov (1911–1984)
- Jørgen Nash (1920–2004)
- Christian Dotremont (1922-1979)
- Jan Nieuwenhuys (1922–1986)
- Erik Ortvad (1917–2008)
- Pieter Ouborg (1893–1956)
- Carl-Henning Pedersen (1913–2007)
- Jean Raine (1927-1986)
- Bert Schierbeek (1918–1996)
- Max Walter Svanberg (1912–1994)
- Theo Wolvecamp (1925–1992)
- Uno Vallman (1913–2004)
- Serge Vandercam (1924–2005)

Pas begin jaren zestig van de twintigste eeuw, toen enige voormalige Cobra-leden zich internationaal begonnen te profileren, waarbij zo nu en dan de term 'Cobra' viel, kreeg ook de beweging als zodanig meer bekendheid, zonder dat men nu precies wist wat zij inhield. Haar geschiedenis werd sindsdien uit het meest recente verleden opgediept.

## Werkwijze en maatschappijvisie (revolutionaire kunstpolitieke ideeën)
De Cobra-kunstenaars wensten in hun werk een vrije, spontane uitdrukkingswijze te bereiken, waarbij zij terug wilden keren naar de bron van het scheppen. Zij lieten zich daarbij niet alleen inspireren door tekeningen en schilderijen van kinderen en geesteszieken, maar ook door het eigen handschrift als meest persoonlijke uiting en, daarop aansluitend, door oosterse kalligrafie. Daarnaast zagen zij de in het begin van de 20e eeuw werkende schilders Pablo Picasso, Paul Klee, Joan Miró en Wassily Kandinsky als hun grote voorgangers in de moderne kunst.
Met hun spontane werkwijze en beïnvloed door de ideeën van Karl Marx richtten de theoretici van de groep, Jorn, Dotremont en Nieuwenhuys, zich op een nieuwe maatschappij, waarin de kunst niet alleen vóór iedereen zou zijn, maar ook dóór iedereen zou worden gemaakt. Wanneer eenmaal de esthetische normen van de klassenmaatschappij zouden zijn afgeworpen, zou de natuurlijke drang tot expressie los kunnen breken en een alomvattende volkskunst doen opbloeien. Kunst en leven zouden één worden.
Ook het surrealisme was van fundamentele betekenis voor Cobra, hoewel men zich daar tevens tegen afzette. Zo bracht Jorn in het eerste nummer van Cobra onder meer naar voren, dat Cobra het psychisch automatisme van het surrealisme zou verruilen voor 'experiment en spontaniteit'.
Voor hun werkwijze, waarin zij zich overgaven aan het materiaal dat zij onder handen hadden, vonden sommigen een bevestiging in de theorieën van de Franse filosoof-psycholoog Gaston Bachelard die de vier oerelementen - vuur, lucht, water, aarde – als de grote bron voor de menselijke inspiratie had aangewezen.
De theoretici van Cobra meenden met die werkwijze én vanuit hun marxistische visie, de weg te openen voor de kunst van een komende maatschappij. Daarin zou iedereen in de gelegenheid zijn zich creatief te uiten, waardoor er een nieuwe volkskunst zou ontstaan. Hoewel de theoretici van de groep daar tegen waren, ontstond er binnen de kern van deze multidisciplinaire groep, vooral bij de schilders, door onderlinge beïnvloeding een Cobrataal of -stijl. Deze 'taal' ontwikkelde zich ook na het beëindigen van de beweging verder en had grote internationale invloed. Ook de idealistische maatschappelijke denkbeelden van Cobra vonden een voortzetting in weer nieuwe bewegingen.

## Beginfase met snelle verspreiding en lange nawerking
De beweging werd opgericht in Parijs op 8 november 1948 met de ondertekening van het pamflet La cause était entendue. Mede door zware ziekte van zowel Jorn als Dotremont (beiden lagen met tuberculose in het sanatorium) kwam er reeds in 1951 een einde aan de internationale bijeenkomsten van deze kunstenaars. Echter niet enkel door ziekte maar ook door onderlinge ruzies en doordat de ideeën van deze beweging algemene ingang vonden en daarmee de revolutionaire bedoeling van de groep teniet werd gedaan. Toch had Jorn in Kopenhagen al Else Alfelt, Ejler Bille, Egill Jacobsen, Henry Heerup, Carl-Henning Pedersen en de schrijver Jørgen Nash onder Cobra samengebracht.
Het Deense tijdschrift Helhesten had die kunstenaars al bijeengebracht tijdens de oorlogsjaren. Ook sloten de Deense schilders Erik Ortvad en Mogens Balle zich toen al, samen met de schrijver Uffe Harder, bij Cobra aan.
In Brussel deden Dotremont en Joseph Noiret een beroep op hun surrealistisch-revolutionaire vrienden: de schrijver Marcel Havrenne en de schilders Pierre Alechinsky, Pol Bury, Louis Van Lint, de etnoloog Luc de Heusch en de musicus Jacques Calonne. De dichter Jean Raine werkte mee aan het Cobra-tijdschrift, aan de film Perséphone uit 1951 en aan de IIe Internationale tentoonstelling in datzelfde jaar in Luik.
In Amsterdam vonden Anton Rooskens, Jan Nieuwenhuys, Constant Nieuwenhuys, Eugène Brands, Lucebert en Theo Wolvecamp elkaar en sloten zich kort daarop al aan bij Cobra. Zo kreeg Wolvecamp vroeg in 1948 contact met Corneille en Appel in Amsterdam, en werd hij door hen uitgenodigd om mee te doen met de tentoonstelling 'Schilders onder de Dertig', in Arti et Amicitiae, waar ook de werken hingen van genoemde schilders. Kort daarop zochten ze elkaar op; Wolvecamp vertelde later:  'Appel kwam op een dag naar me toe en zei: 'Je moet bij Constant thuis komen want we hebben een vergadering. We willen een groep oprichten van gelijkgerichte jongens.' In het najaar van 1948 werd de Experimentele groep opgericht. Later is Eugène Brands er bijgekomen' 
De beweging werd nog aangevuld met de Duitse kunstschilder Karl Otto Götz en zijn "Meta"-vrienden, de Japans-Amerikaanse sculpteur Shinkichi Tajiri, de Engelse schilder Stephen Gilbert, de Franse schilders Jean-Michel Atlan en Jacques Doucet en de schrijvers Édouard Jaguer en Michel Ragon.
De kunstenaars van Cobra keerden zich vooral tegen elk esthetiserend academisme dat te zeer het intellectualisme benadrukte. Vandaar het voor de hand liggende tegengestelde: vorm, lijn en kleur zijn de weergave van een puur spontane actie waarbij de aanhangers niet aarzelden terug te grijpen op de zogenoemde primitieve kunst, zoals kindertekeningen en wat tegenwoordig outsider art wordt genoemd. In deze drie kunstuitingen zagen zij een overeenkomstige spontaniteit vanuit het naïeve karakter, naïef in de zin van ongeschoold, onwetend. De nauwelijks voorbije oorlog had daarbij, bij de meesten, een marxistisch bewustzijn teweeggebracht.

## Voorgeschiedenis

### Denemarken (Co-penhagen)
De kiemen van Cobra liggen in Denemarken, waar al in de jaren dertig een verlangen opkwam naar een directe, spontane uiting in de schilderkunst vanuit het onbewuste. Onder aanvoering van de kunstenaar-theoreticus Ejler Bille ontstond er in 1934 een breuk in de in datzelfde jaar opgerichte surrealistische groep Linien, waarbij hij en zijn aanhangers zich afkeerden van het ‘orthodoxe surrealisme’ dat in een deel van de groep de boventoon voerde. Tegen 1939 leidde deze breuk in de kring rond Bille tot een spontaan expressionistische schilderwijze, waarvoor het Duitse expressionisme van grote betekenis was.
Het was Egill Jacobsen, die zich, na een reeks op het werk van Picasso geïnspireerde masker-schilderijen, eind 1938 in zijn werk Obhobning (Opeenstapeling) plotseling volledig overgaf aan de verf, die hij liet druipen en spatten. Dit betekende een belangrijke impuls voor de kunstenaars uit deze kring die elk op eigen wijze de spontaniteit bevochten. Tot hen behoorden de schilders Carl-Henning Pedersen, Else Alfelt, Asger Jorn en de beeldhouwer-schilder Henry Heerup, voorts de meer bedachtzaam werkende beeldhouwers Sonja Ferlov en Erik Thommesen, terwijl wat later ook de schilder Erik Ortvad en de IJslandse schilder Svavar Gudnason zich bij hen zouden voegen. Ook de zwarte Zuid-Afrikaanse schilder Ernest Mancoba, die in 1942 in Parijs met Ferlov trouwde, kan tot hen gerekend worden. Deze kunstenaars, die allen in meerdere of mindere mate deel hebben genomen aan Cobra, en die om de fantasiewezens die in het werk van een aantal van hen ontstonden ook wel ‘mythe scheppende kunstenaars’ werden genoemd, exposeerden sinds 1940 in de tentoonstellingsvereniging Høst (Oogst). Zij werden daarom ook wel als ‘de Høst-groep’ beschouwd. Ook raakten enkele schrijvers bij hun groep betrokken, onder andere Jørgen Nash (broer van Asger Jorn) en Uffe Harder.
Asger Jorn nam het initiatief tot de uitgave van een tijdschrift onder de naam Helhesten (Het Hellepaard, 1941-1944), waarvoor de surrealistische tijdschriften Cahiers d’Art en Minotaure het grote voorbeeld waren. In Helhesten kwamen in feite al alle onderwerpen aan bod die later in Cobra van belang zouden worden, zoals de kindertekening, etnische kunst en het werk van Paul Klee. In hun teksten zowel in dit tijdschrift als in de Høst-catalogi, komt men ook het ideaal tegen dat zij koesterden van een vrije creativiteit voor iedereen met als gevolg een nieuwe volkskunst. Al gedurende de oorlog en vlak daarna kwamen deze kunstenaars er ook toe gezamenlijk wanden te beschilderen, wat even later bij uitstek een kenmerk zou worden van de Cobra-beweging.
Na de bevrijding was het Jorn die de behoefte voelde om de bijzondere ontwikkeling in de Deense moderne kunst naar buiten te brengen en contact te zoeken met kunstenaars in andere landen. Met het plan een internationaal tijdschrift tot stand te brengen reisde hij in 1946 naar Parijs waar hij in het najaar de Nederlandse schilder Constant Nieuwenhuys ontmoette. In de loop van 1947 kwam hij daar ook in contact met de Belgische dichter Christian Dotremont.

### België (Br-ussel)
In België zou de bijdrage aan Cobra voornamelijk afkomstig zijn uit de verschillende in dat land al sinds 1925 bestaande groeperingen van een belangrijke surrealistische beweging. Deze telde, naast onder meer de bekende schilders René Magritte en Paul Delvaux, vooral een groot aantal schrijvers. De dichter-schrijver, later ook beeldend kunstenaar Christian Dotremont, die zich vanaf 1940 met het surrealisme verbonden voelde, en die later een centrale rol in de Cobra-beweging zou spelen, nam in 1947 het initiatief tot de oprichting van Le Surréalisme Revolutionnaire (Het Revolutionaire Surrealisme). Deze beweging, waarvan ook een Franse pendant ontstond, zette zich weer actief in voor een combinatie van surrealisme en communisme, dit in oppositie tegen de grote leider van het surrealisme, de schrijver André Breton. Die combinatie was aan Breton al begin jaren dertig onmogelijk gebleken. Aanleiding tot het ontstaan van Cobra werd een onenigheid tussen de Belgische en Franse afdeling van de door Dotremont opgerichte nieuwe beweging. Op een in dat kader door deze beweging van 5 tot 7 november 1948 in Parijs georganiseerde conferentie delibereerden een aantal uit verschillende landen afkomstige avant-gardegroepen over ‘hoe het nu verder moest met de avant-garde’.

### Nederland (A-msterdam)
De Nederlandse kunstenaars die zich bij Cobra zouden aansluiten waren gemiddeld zo’n tien jaar jonger dan hun Deense collega’s. In veel mindere mate dan dezen hadden zij zich op de hoogte kunnen stellen van de nieuwste ontwikkelingen in de kunst. Niet alleen het surrealisme, maar ook het dadaïsme was in Nederland zo goed als onopgemerkt gebleven. Ook de belangrijke Nederlandse avant-gardistische beweging De Stijl had in eigen land slechts in zeer kleine kring enige weerklank gevonden.
De Duitse bezetting maakte het provincialistische isolement van de Nederlandse kunstwereld volledig. Het kunstleven werd tijdens de oorlogsjaren in het keurslijf geperst van de alles regelende Kultuurkamer, die naar analogie van de Duitse Kulturkammer speciaal in Nederland werd ingesteld, daar dit land werd beschouwd als vanouds behorend tot het Groot-Germaanse Rijk.
Direct na de oorlog trokken Karel Appel en Corneille, die elkaar tijdens de oorlog hadden leren kennen op de Amsterdamse Rijksacademie, de grens over, onder meer naar Parijs. Geconfronteerd met het werk van kunstenaars als Picasso, Miró, Paul Klee en Jean Dubuffet, stortten zij zich vanaf 1947 in een steeds vrijer experiment. Terwijl Constant, die zij eind 1947 leerden kennen, al in 1946, na zijn contact met Jorn, grimmige fantasiewezens tevoorschijn riep in de verf, kwamen Appel en Corneille in de winter van 1947-’48 tot een eerste aanzet van een eigen primitivistische uitdrukkingswijze. Ook de overige kunstenaars die zich bij hen aan zouden sluiten waagden zich in die jaren al op een meer experimenteel pad. Dat waren Theo Wolvecamp, Anton Rooskens, Jan Nieuwenhuys (de broer van Constant) en Eugène Brands. De laatste had op zichzelf al in 1938 abstractie en surrealisme leren kennen en experimenteerde daar sindsdien mee.
Op 16 juli 1948 werd door deze kunstenaars ten huize van Constant de Experimentele Groep in Holland opgericht. In september verscheen het eerste nummer van Reflex, het orgaan van de groep. In het daarin opgenomen manifest van de hand van Constant werd helderder dan ooit gedurende het bestaan van de Cobra zou gebeuren geformuleerd wat deze beweging nastreefde. In het najaar van 1948 sloten zich nog drie dichters bij hen aan: Jan Elburg, Gerrit Kouwenaar en de eveneens tekenende en schilderende Lucebert. Zij waren prominente vertegenwoordigers van een beweging van Nederlandse dichters die in die jaren opkwam en die zich, naar analogie van de experimentele beeldende kunstenaars, aanduidden als experimentelen, en daarnaast als Vijftigers.
Van veel betekenis voor deze jonge Nederlandse kunstenaars was, dat Willem Sandberg, die in 1945 directeur was geworden van het Stedelijk Museum in Amsterdam, in die naoorlogse jaren het verstarde kunstklimaat in Nederland poogde te doorbreken met tentoonstellingen van Braque, Picasso, Henri Matisse en Paul Klee. Ondertussen speurde hij naar jong talent, waarbij zijn oog al in de jaren 1946-’47 viel op kunstenaars die zich later onder de vlag van Cobra schaarden.

## Oprichting
Vanuit verschillende achtergronden kwamen deze Belgen, Denen en Nederlanders er toe op 8 november 1948 in het Café de l’Hotel Notre Dame in Parijs de Cobragroep op te richten. Wars van alle getheoretiseer scheidden zij zich daarmee af van de door de Belgisch-Franse revolutionair-surrealistische beweging georganiseerde conferentie over de avant-garde. Aanwezig daarbij waren de Deense schilder Asger Jorn, de Belgische schrijvers Christian Dotremont en Joseph Noiret en de Nederlandse schilders Karel Appel, Constant en Corneille. Zij wilden samenwerken in de praktijk, zoals zij duidelijk maakten in hun korte oprichtingsverklaring. Buiten alle gelijkgestemde denkbeelden die zij bij elkaar vonden en de grote verwantschap in hun werk, werd het meest opvallende kenmerk van de groep in haar korte bestaan dan ook de enthousiaste samenwerking. Deze kwam naar voren in het tijdschrift Cobra en verdere Cobrapublicaties die zij verzorgden, in de tentoonstellingen die zij organiseerden, en bovenal in het gemeenschappelijk maken van wandschilderingen en kunstwerken, waarbij vaak schrift en beeld dooreen werden gemengd in de zogenaamde ‘peintures-mots’ (woordschilderingen).

### Tentoonstellingen
Direct nadat Cobra was opgericht, trokken Karel Appel, Constant en Corneille naar Kopenhagen om daar deel te nemen aan de jaarlijkse Høst-tentoonstelling. Over het werk van de Denen dat zij daar zagen schreef Corneille: "Het leven kent emoties die altijd bijblijven, en het eerste aanschouwen van die schilderijen gaf ons een dergelijke sensatie". Naast de kleinere tentoonstellingen die in de drie jaar van haar bestaan door de groep werden georganiseerd, vonden er twee grote internationale Cobra-tentoonstellingen plaats.

#### Ie Internationale Tentoonstelling van Experimentele Kunst (Cobra)
De eerste tentoonstelling, van 3 tot 28 november 1949 in het Stedelijk Museum in Amsterdam, vormde het absolute hoogtepunt van de beweging. Aan directeur Willem Sandberg, die op de uitkijk stond naar nieuwe ontwikkelingen in de kunst, was al in 1946 het werk van Eugène Brands opgevallen. Een aan Brands beloofde tentoonstelling groeide nu in enkele jaren uit tot een internationale expositie van de groep. Daar er inmiddels uit vele andere landen dan de drie oorspronkelijke kunstenaars tot de beweging waren toegetreden, werd de beweging nu omgedoopt tot Internationale van Experimentele Kunstenaars. De kern van de tentoonstelling werd gevormd door de bijna in hun geheel aanwezige Deense- en Nederlandse experimentele groepen. Uit België was de schilder Pierre Alechinsky, die dat jaar tot de groep was toegetreden, de enige deelnemer. Uit Duitsland nam schilder Karl Otto Götz deel samen met zes jonge Duitse schilders; uit Engeland de schilders Stephen Gilbert en William Gear; uit Frankrijk de schilders Jacques Doucet en Jean-Michel Atlan; uit Tsjecho-Slowakije de schilder Joseph Istler ; uit Amerika de Japans-Amerikaanse beeldhouwer Shinkichi Tajiri; uit Zweden de schilder Anders Österlin, een van de drie leden van de Zweedse groep Imaginisterna (de Imaginisten) waarmee Cobra in contact stond (de overige twee waren Carl Otto Hultén en Max Walter Svanberg); en uit Zwitserland de uit Transsylvanië (Hongarije) afkomstige Zoltan Kemeny en zijn vrouw Madeleine Szemere Kemeny.
Het vierde nummer van het tijdschrift Cobra, dat door de Nederlandse groep werd verzorgd, diende als catalogus bij de tentoonstelling. Op het omslag werd uit een geopende mond een forse tong tegen de lezer uitgestoken. De tentoonstelling, die op originele wijze werd ingericht door de architect Aldo van Eyck, verwekte grote opschudding onder het Nederlandse publiek. Vooral de rel, twee dagen na de opening, naar aanleiding van een voordrachtsavond van de dichters, werd in de kranten opgeblazen tot een enorm schandaal: "Waanzin tot kunst verheven" kon men onder meer lezen. Het gevolg was dat de tentoonstelling zeer druk werd bezocht.

#### IIe Internationale Tentoonstelling van Experimentele Kunst
De IIe Exposition Internationale d’Art Experimental (Tweede Internationale Expositie van Experimentele Kunst), die van 6 oktober tot 6 november 1951 plaatsvond in het Paleis van Schone Kunsten in Luik, was zo mogelijk nog groter dan de eerste. Er namen nu meer kunstenaars uit België deel, zoals Jan Cox, Louis Van Lint, Pol Bury, Georges Collignon en Raoul Ubac, met wie men een bepaald contact had. Ook werd er nu werk geëxposeerd van bewonderde, al beroemde voorgangers zoals Joan Miró, Jean Bazaine en Alberto Giacometti, waardoor deze tentoonstelling een ander karakter kreeg en niet meer uitsluitend een presentatie was van de Cobragroep. Deze tentoonstelling, die voornamelijk door Alechinsky werd georganiseerd, betekende tevens het einde van het begin van Cobra.
In het kader van deze tentoonstelling werd in Luik een ‘Petit Festival du Film Expérimental et Abstrait’ gehouden, georganiseerd door de cineast, later schilder, Jean Raine. In samenwerking met deze was er in de loop van 1950 door de etnoloog-cineast Luc de Heusch (die wel het pseudoniem Luc Zangrie gebruikte en die evenals Raine in nauw contact stond met Cobra) zelfs een ‘Cobrafilm’ gemaakt, getiteld Perséphone.

### Publicaties
Het tijdschrift Cobra, in opzet vergelijkbaar met Helhesten, werd de spil van de beweging. Met acht nummers in totaal (nummer 8/9 bleef in zijn voorbereidingen steken) werd dit blad vanaf begin 1949 in de verschillende betrokken landen verzorgd, maar voornamelijk in Brussel, waar de hoofdredacteur Dotremont zetelde. Het veelzijdige en wat chaotische karakter van de beweging werd hier weerspiegeld in een allegaartje aan manifesten, verslagen, proza en poëzie, en beschouwingen over onderwerpen als volkskunst, magische symbolen, het schrift, de experimentele film (vooral in België had men contact met vertegenwoordigers daarvan) en de theorieën van de beweging over de plaats van de kunst in de maatschappij. Dotremont stelde het blad tevens open voor een aantal bijdragen van uit de surrealistische hoek in België afkomstige schrijvers. Dat waren onder meer de dichters Marcelle Havrenne, Paul Colinet en de architect-tekenaar-dichter Paul Bourgoignie en de fotograaf-schilder-beeldhouwer Raoul Ubac, de schilder-beeldhouwer Pol Bury en de musicus-beeldend kunstenaar Jacques Calonne; voorts de Vlaamse dichter-schrijver en tevens schilderende Hugo Claus. Daarnaast hadden de prominente Franse kunstcritici-schrijvers Edouard Jaguer en Michel Ragon een grote inbreng in het blad Cobra en andere publicaties van de groep. Voorts gaf de groep het mededelingenblad Le Petit Cobra uit, waarin internationaal contact werd gehouden met verwante avant-gardebewegingen; een uit losse velletjes bestaande Tout Petit Cobra; een uit vijftien deeltjes bestaande ‘eerste reeks’ van de Bibliothèque de Cobra, met biografietjes over afzonderlijke kunstenaars van de groep, en een aantal boekjes waarin schrift en beeld dooreen werden gemengd of naast elkaar stonden.

### Andere gemeenschappelijke werken
De zogenaamde ‘Rencontres de Bregnerød’ (de Bregnerød-ontmoetingen), die in augustus-september 1949 in Denemarken plaatsvonden, zou men de verwezenlijking kunnen noemen van de verlangens en idealen die er in de Cobrabeweging leefden. Jorn had in het vlak bij Kopenhagen gelegen plaatsje Bregnerød voor een maand van een groep jonge architecten een huis gehuurd tegen de belofte het van binnen te decoreren. Als één grote familie woonden en werkten zij daar samen, en beschilderden ook met medewerking van vrouwen en kinderen de wanden en de inventaris van dit huis. Nog verschillende malen werden op deze manier wanden van huizen gemeenschappelijk beschilderd. Zo trokken Karel Appel, Constant en Corneille eind 1949 naar Midden-Jutland waar zij, in de buurt van Silkeborg, het huis van een vriend van Jorn, de forellenkweker Erk Nyholm, van binnen beschilderden met hun fantasiedieren. Ook kwamen zij er toe een werkje in geometrische trant van de Deense schilder Richard Mortensen te 'verbeteren'. Het resultaat was een zogenaamde ‘modification’, zoals Jorn er in later jaren zoveel zou maken over oude op vlooienmarkten gekochte doekjes.
Het op deze wijze samenwerken werd een speciaal kenmerk van Cobra. Dit betrof niet alleen schilders, maar in het bijzonder schilders en dichters, waarbij spontaan op één doek of één papier woord en beeld dooreen werden geweven. Vooral Dotremont maakte vele woordschilderingen met verschillende van zijn schilderende Cobravrienden, in het bijzonder met Jorn. Ook in Nederland ontstond een dergelijke vorm van samenwerking tussen schilders en dichters, zoals die van Constant en Gerrit Kouwenaar in het boekje Goede morgen haan.
In de loop van 1949 werden de ‘Ateliers du Marais’ in de oude binnenstad van Brussel een brandpunt van Cobra-activiteiten. Dit pand in de rue du Marais, dat door Alechinsky met een aantal akademie-vrienden was gehuurd werd benoemd tot ‘Het Cobrahuis.’ Op de zolder stond een litho-pers waarop onder meer litho’s voor de Belgische Cobra-nummers werden gedrukt. De Belgische fotograaf, later schilder Serge Vandercam en de Belgische beeldhouwer-slotenmaker Reinhoud d’Haese (kunstenaarsnaam ‘Reinhoud’) werden via dit huis bij Cobra betrokken.

#### Cobrataal
De onderlinge beïnvloeding leidde in de Cobrajaren in het bijzonder in het werk van de kern van de groep tot een herkenbaar Cobra-idioom. Deze beeldende ‘Cobrataal’ was vooral het resultaat van invloed die de wat oudere Deense schilders Jacobsen, Pedersen en Jorn uitoefenden op Appel, Constant en Corneille. Dit idioom bestaat uit kleurvlekken die meestal worden samengebonden door enkele stevige korte lijnen of meerdere slingerende lijnen. Hieruit ontstaan door aanduidingen van ogen en monden enkele grote of een wereld van vele kleine fantasiewezens. Dit kan men ook aantreffen in het werk van andere leden van de groep, en het kan voorts gesignaleerd worden in de beeldhouwwerken, keramiek en assemblages die door velen in de groep werden gemaakt. Daarnaast is het werk van verschillende van de kunstenaars die na de oprichting bij Cobra betrokken raakten in bepaalde opzichten verwant te noemen aan dit idioom, zoals dat van Doucet en Atlan, Gilbert, en Zoltan en Madeleine Kemeny.

## Het einde van het kortstondige samenwerkingsverband CoBrA
Mede door de ernstige ziekte van zowel Jorn als Dotremont, beiden lagen met tuberculose in het sanatorium in Silkeborg, kwam er reeds in 1951 een eind aan deze kunstzinnige vereniging. Echter niet alleen door ziekten, maar ook doordat haar leden steeds meer los van elkaar hun eigen weg gingen en er wrijvingen tussen hen waren ontstaan, had Cobra al in 1951 haar bestaansreden verloren.
Het tiende nummer van het tijdschrift Cobra, dat dienstdeed als catalogus bij de IIe Internationale Tentoonstelling van Experimentele Kunst in Luik, werd bewust door Alechinsky het laatste nummer genoemd. Sinds de zomer van 1951 lag Jorn in het sanatorium van Silkeborg. Dotremont werd november van dat jaar in hetzelfde sanatorium opgenomen. "Ongetwijfeld hebben we de zaken ineens willen afkappen in plaats van te wachten op een explosie in de toekomst", schreef Dotremont later.

## Het vervolg van CoBrA na 1951

### Beeldende kunst
De in de schilderkunst ontstane 'Cobrataal' zette zich in het werk van speciaal Jorn en Appel voort, waarbij deze taal in de loop van 1954 wel een geleidelijke verandering onderging. Vlek en lijn vloeiden samen. In de nu met grote heftigheid opgebrachte verf verschijnen geen kinderlijke fantasiewezens meer, maar grimmige demonen of dreigende mens-beest-wezens. Soms naderden zij hierbij dicht de abstractie. 'Ik werk met de oercellen waaruit het leven zelf ontstond', schreef Jorn in 1950 aan Constant. En: '[..] wij moeten ons zelf als dier (bêtes humaines) beschouwen. Dat is onze weg.'
Kunstenaars uit de verschillende bij Cobra betrokken landen haakten hier in de loop van de jaren vijftig op in met hun werk. Dat waren in Nederland Wolvecamp, Rooskens, Brands en Lucebert. In de tweede helft van de jaren zestig verscheen in het werk van een aantal van deze kunstenaars, mogelijk door de grote aandacht die de oorspronkelijke Cobra-beweging begon te krijgen, weer een duidelijk omlijnde figuratie van fantasiewezens. Dit was het geval bij Appel, Corneille en Rooskens. In Parijs, waar begin jaren vijftig vele van de Nederlandse experimentele schilders en dichters verbleven, ontstonden nog verschillende resultaten van samenwerking in de vorm van kleine boekjes. Ook de Vlaamse dichter, schrijver en tevens schilderende Hugo Claus, die tot de Nederlandse experimentele dichters werd gerekend en zijdelings in contact met Cobra had gestaan, was daar actief bij betrokken.
In België, waar Cobra vanaf 1956 weer springlevend werd verklaard vanuit het nieuwe in Brussel opgezette kunstcentrum Taptoe, was het in de eerste plaats Alechinsky die op de nieuwe ontwikkeling in het werk van Jorn en Appel inhaakte, waarnaast ook de invloed van de Japanse kalligrafie in zijn werk een grote rol speelde. Maar ook Vandercam en Raine, die zich beiden tot schilder ontpopten, sloten aan bij de nieuwe ontwikkeling van de ‘Cobrataal’. Dotremont werd vanaf circa 1958 weer gegrepen door de lust tot samenwerken in de 'peinture-mot', wat hij onder meer veelvuldig deed met Alechinsky en de sinds 1949 in de Cobrakring opgenomen Deense schilder Mogens Balle.
In Denemarken waren het Jacobsen en Pedersen die in hun werk de wereld van fantasiewezens verder ontwikkelden, zonder over te gaan tot de dramatische heftigheid van Jorn en Appel.
Ook in het werk van de bij Cobra betrokken beeldhouwers en in de driedimensionale uitingen van de schilders in keramiek en assemblages zijn kenmerken van het ‘Cobra-idioom terug te vinden. Zo kan men Rheinhoud en Tajiri met hun heel uiteenlopende fantasiewezens van metaal met de mythewereld van Cobra associëren. Dit kan men ook zeggen van de beeldhouwster-schilderes Lotti van der Gaag (1923-1999), die eind 1950 tussen Appel en Corneille in Parijs woonde in de Rue Santeuil, met haar fantasiewezens van klei die zij vanaf 1948 maakte. Hoewel zij nooit deelnam aan een Cobra-manifestatie wordt zij in Nederland met haar beeldhouwwerk tot de experimentelen gerekend. Van de Deense beeldhouwer Robert Jacobsen, die tijdens de oorlog tot de groep rond Helhesten hoorde, is eveneens de wereld van mythische poppen, die hij na de oorlog uit metaalafval laste, tot de Cobra-familie te rekenen. Om het geometrische werk dat hij daarnaast maakte werd hij echter door de groep gemeden.
Speciaal in Duitsland kende Cobra een soort vervolg in de kunst van de sterk onder de invloed van Jorn en ook van Appel staande Gruppe Spur (1958-1965), met onder meer de kunstenaars Lothar Fischer, HP Zimmer en Heimrad Prem. Deze zich in München concentrerende beweging zou met de uit haar voortkomende groepen 'Wir', 'Geflecht' en 'Kollektiv Herzogstrasse' mede de basis vormen waarop het nieuwe expressionisme van de jaren tachtig in Duitsland kon ontstaan.

## Internationale inlijving van de ‘Cobrataal’
De latere ontwikkeling van de 'Cobrataal' in de schilderkunst zou internationaal ingelijfd worden in de zogenaamde 'Art Informel' of wel 'Informele kunst'. Dit is een van de namen die de Parijse kunstpromotor Michel Tapié in 1951 gaf aan de door hem gesignaleerde stroming van internationaal om zich heen grijpende abstractie. Hij benoemde deze ook met de term ‘Art Autre’ (een ander soort kunst). De term 'Informele Kunst' vond nadien algemeen toepassing in de kunstgeschiedenis. Ook het Amerikaanse abstract expressionisme rekende Tapié daartoe.
Tussen het Amerikaanse abstract expressionisme en de schilders van Cobra valt trouwens een duidelijke parallel te constateren. Ook een aantal van deze Amerikanen kende gedurende en direct na de oorlog een 'mythische' periode in hun werk, waarbij ook 'magische tekens' werden toegepast. Rond 1948 werden zij pas echt abstract. De Cobrakunstenaars werden nooit geheel abstract, maar behielden in hun werk, hoewel soms heel vaag, de herinnering aan fantasiewezens.

## Voortbestaan van Cobra's maatschappelijke idealen
Ook wat haar idealen over kunst en maatschappij betreft eindigde de Cobra-beweging niet na 1951. Het was in het bijzonder Jorn, die al de oprichter van Helhesten was geweest, die na Cobra kwam tot de oprichting van nieuwe bewegingen waarin de ideeën van Cobra weer in een andere vorm een voortzetting vonden.
Zo was hij in 1953, in oppositie tegen het functionalisme in de architectuur, oprichter van de  Internationale Beweging voor een imaginistisch Bauhaus) (Frans: Mouvement international pour un Bauhaus Imaginiste (M.I.B.I.); Engels: International Movement for an Imaginist Bauhaus (I.M.I.B.))  Deze beweging, die tot 1957 heeft bestaan, speelde zich voornamelijk af in het Italiaanse kustplaatsje Albisola, waar geïnspireerd door Jorn, in 1954 en '55 Cobra-achtige gemeenschappelijke keramiek-experimenten plaatsvonden met onder meer de oud-Cobraleden Appel en Corneille. Jorn stond hier in contact met de schilder Enrico Baj, een van de leden van de in 1952 in Milaan ontstane, deels op Cobra geïnspireerde, Italiaanse avant-gardegroep Movimento Arte NucleareArte Nucleare.
In 1957 ging de M.I.B.I. op in de Internationale Situationiste (I.S., Situationistische Internationale) bij de oprichting waarvan Jorn was betrokken, maar waarvan de Franse schrijver Guy Debord de voornaamste initiatiefnemer was. Constant sloot zich wat later aan. Rond 1960 werd de Nederlandse schilderes Jacqueline de Jong lid van de I.S. Haar werk staat in die tijd duidelijk in het teken van de latere ontwikkeling van het Cobra-jargon. In diezelfde tijd zou de I.S. echter zozeer politiseren dat vele kunstenaars haar verlieten. De I.S., die in 1968 mede de aanzet gaf tot de studentenopstand in Parijs, zou grote internationale verbreiding kennen tot zij in 1972 doodbloedde.
Met op de achtergrond deze bewegingen 'M.I.B.I' en 'I.S' ontwikkelde Constant, vanuit metaalconstructies die hij vervaardigde, en vanuit zijn ideeën over een toekomstige maatschappij, tussen 1956 en 1969 zijn maquettes voor een visionaire, wereldomspannende 'stad' New Babylon. De mens zou in die toekomst zijn tijd spelend ofwel creatief door kunnen brengen aangezien de herhaalbare arbeid verricht zou worden door machines, zoals Karl Marx en Friedrich Engels al in Die deutsche Ideologie (1845-1847) hadden voorspeld. Met deze maquettes zou Constant van grote invloed zijn in de wereld van de architectuur.

## Cobra-kunstenaars kijken terug op CoBrA
Hieronder staan een aantal reacties van de betrokken kunstenaars - hoe zij achteraf terugkeken op de Cobra-beweging waarvan ze zelf actief deel uitmaakten.

### Corneille
'CoBrA is voorbij, maar de periode is me nog altijd dierbaar. Het is de laatste echte groep die de kunstgeschiedenis heeft voortgebracht. We exposeerden samen, discussieerden samen, en ruzieden samen: zulke dingen vergeet je niet meer.' 

### Theo Wolvecamp
'..eigenlijk is de CoBrA-beweging nooit opgehouden. Het was een beweging die bestond uit verschillende individuen met een gemeenschappelijke band.. waar die band uit bestond? Het experiment.. .Wat ze met die kindertekeningen deden en wat ze daar over zeiden. Doe me een lol. Dat is toch waanzin. Daar heb ik nooit in geloofd. Het was [wel] een geloof in de fantasie als bron van een spontaan menselijk gevoel. Ik werkte in 1947 vanuit de improvisatie, maar ik was niet de enige die dat deed in de CoBrA-beweging.. .CoBrA heeft zich nooit afgezet tegen het surrealisme van bijvoorbeeld Mirò; waar Dotremont en met hem CoBrA zich tegen afzetten was het intellectuele en verhalende surrealisme van schilders als Salvador Dali en René Magritte. Dat is voor mij geen surrealisme. Het surrealistische uitgangspunt is.. ..wat wij dan het psychisch automatisme noemen.. ..dat heeft CoBrA ook overgenomen.' 

## Cobra-collecties

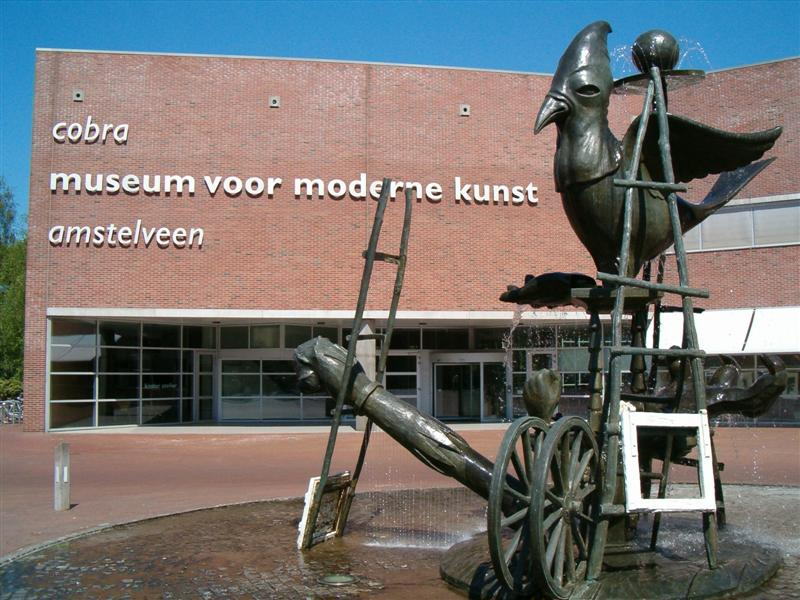
Cobra Museum voor Moderne Kunst in Amstelveen

Over de hele wereld, maar vooral in vele Europese landen werd door de musea en door vele particuliere collectioneurs werk van Cobrakunstenaars aangekocht. Grote Cobra-collecties bevinden zich in Nederland in het Cobra Museum voor Moderne Kunst in Amstelveen, en in het Stedelijk Museum van Amsterdam en Stedelijk Museum Schiedam.
In Denemarken in Museum Jorn in Silkeborg; het Nordjyllands Kunstmuseum in Aalborg; het Statensmuseum for Kunst en het Arken Museum of Modern Art, beide in Kopenhagen, en het Louisiana Museum of Modern Art in Humlebæk.
In België in het Museum voor Moderne Kunst, onderdeel van de Koninklijke Musea voor Schone Kunsten van België, Brussel; in Duitsland in de Kunsthalle van Emden, en in de VS in het Museum of Art (MOA/FL), Fort Lauderdale, Florida.
In Bratislava heeft de Nederlander Gerard Meulensteen een museum van de moderne kunst met veel werk van Cobra laten bouwen nadat hij het bedrijf Neways had verkocht.